# ۱۲۸۱ (قمری)

## زادگان
- ۱۷ ربیع الاول علی‌خان ظهیرالدوله، از آزادی خواهان دوران قاجار
- عبدالجواد ادیب نیشابوری : شاعر ، ادیب ، محقق و مدرس ایرانی.

## درگذشتگان
- ۱۸ جمادی‌الثانی، شیخ مرتضی انصاری، از علما و فقهای بزرگ شیعه در قرن ۱۳ (قمری).